# آمازون نپتون
نپتون آمازون (به انگلیسی: Amazon Neptune) یک محصول مبتنی بر ساختار پایگاه داده‌های گراف مدیریت شده‌است که توسط آمازون (انگلیسی: Amazom.com) منتشر شده‌است. نپتون آمازون به عنوان یک وب سرویس مورد استفاده است و بخشی از سرویس‌های وب آمازون (AWS)می‌باشد. این محصول در تاریخ ۲۹ نوامبر سال ۲۰۱۷ اعلام شد.نپتون آمازون از گراف‌های محبوب و مشهوری همچون پایگاه داده‌های گراف (منظور گراف ویژگی که نوعی گراف است) و چارچوب توصیف منبع کنسرسیوم وب جهان‌گستر و زبان پرسمان حائذ اهمیت آنها مانند پایگاه داده گراف Apache TinkerPop به نام Gremlin (query language)
و SPARQL و دیگر محصولات سرویس‌های وب آمازون پشتیبانی می‌کند.
دسترسی همگانی و عمومی نپتون آمازون(GA) در تاریخ ۳۰ می سال ۲۰۱۸ اعلام شد
و در حال حاضر در ۲۲ منطقه AWS (خدمات و سرویس وب آمازون) در دسترس می‌باشد. محصول نپتون آمازون دارای واجد شرایط HIPAA (قانون مسئولیت و انتقال بیمه سلامت) می‌باشد.
در تاریخ ۱۲ دسامبر سال ۲۰۱۸ اعلام شد که نپتون آمازون برای فعالیت در حیطه استاندارد امنیت داده صنعت پرداخت کارت و برنامه‌های منطبق بر ISO در دسترس است.

## تاریخچه
نپتون آمازون بر اساس Blazegraph (گراف بلیز که نوعی گراف مبتنی بر پایگاه داده‌است) ساخته شده‌است. آمازون توسعه دهندگان گراف بلیز را از آن خود کرد و اساساً توسعه متن باز گراف بلیز در آوریل ۲۰۱۸ متوقف شد.

## ویژگی‌ها
پشتیبانی خارجی
نپتون آمازون از زبان متن باز پیمایش گراف Apache TinkerPop Gremlin,
زبان پرس و جوی رابطه ای openCypher برای گراف ویژگی و زبان پرسمان SPARQL
چارچوب توصیف منبع استاندارد W3C پشتیبانی می‌کند. همه این سه زبان می‌توانند در یک نمونه محصول نپتون آمازون استفاده شوند و به کاربر اجازه می‌دهد که پرس و جوهایی برای پیمایش مجموعه دادههای بسیار متصل بسازد و عملکرد بالایی را برای هر دو مدل گراف تهیه کرده و ارائه دهد. نپتون همچنین از دیگر ویژگی‌های محصول AWS از قبیل سرویس ذخیره‌سازی ساده آمازون، Amazon EC2 و Amazon Elastic Compute Cloud استفاده می‌کند.
امنیت
همه خوشه‌های پایگاه داده نپتون آمازون در یک فضای ابری خصوصی مجازی آمازون ساخته و ذخیره شده‌اند به طوریکه به کاربر اجازه ایزوله یا شخصی‌سازی کردن پایگاه‌های داده‌هایشان در شبکه خصوصی خودشان را می‌دهد. با استفاده از قالب و پیکربندی VPC نپتون، کاربر می‌تواند تنظیمات فایروال را مطابق نیازهای خود سازماندهی کند تا بتواند دسترسی شبکه به نمونه‌های پایگاه داده را کنترل کند. نپتون آمازون با مدیریت دسترسی و شناسایی AWS (به انگلیسی: AWS Identity and Access Management (IAM)) یکپارچه شده‌است که به کاربر اجازه می‌دهد که گروه‌های AWS IAM بسازد و فعالیت‌هایی که گروه‌ها و دیگر کاربران AWS IAM می‌توانند انجام هند را کنترل کند. نپتون به کاربر اجازه می دهدکه پایگاه داده را با استفاده از کلیدهای تولید شده توسط سرویس مدیریت کلید AWS (یا به انگلیسی: AWS Key Management Service (KMS)) رمزگذاری کند. یک نمونه پایگاه داده که با رمز گذاری نپتون (یا به انگلیسی: Neptune Encryption) اجرا می‌شود، تمام داده‌های ذخیره شده، فرایند پشتیبانی (نسخه‌های پشتیبان)، برگرفت (ذخیره‌سازی رایانه‌ای) (عکس‌های لحظه ای) و نسخه‌های مشابه را در یک خوشه یا کلاستر رمزگذاری می‌کند. نپتون آمازون به کاربر اجازه می‌دهد که از پروتکل امن انتقال ابرمتن(HTTPS) رمزگذاری کردن داده در هنگام انتقال آن به سمت کلاینت یا از سمت کلاینت یا نقاط پایانی سرویس و خدمات نپتون با استفاده امنیت لایه انتقال (TLS) استفاده کند.
فضای ذخیره‌سازی
داده‌ها در یک حجم خوشه ای -در واقع در یک حجم مجازی با استفاده از درایو حالت جامد (SSD)، ذخیره می‌شوند. حجم این فضاهای ذخیره‌سازی متغیر هستند؛ بسته به مقدار داده‌ای که در پایگاه داده ذخیره می‌شود با حداکثر ۶۴ ترابایت افزایش می‌یابند. سیاست نپتون آمازون موافقت‌نامه سطح خدمات(SLA) به گونه ای طراحی شده‌است که درصد آپتایم ماهانه را بیشتر از ۹۹٫۹٪، افزایش کارایی پایگاه داده و دسترسی با استفاده یکپارچه کردن و ادغام موتور با یک فضای ذخیره‌سازی مبتنی بر درایوهای SSD، که مخصوص بارهای کاری پایگاه داده ساخته شده‌اند را ارائه دهد. نپتون کپی‌هایی از داده‌های کاربران را در چندین منطقه در دسترس نگهداری می‌کند. در صورت خرابی یا نابودی، نپتون به‌طور اتوماتیک و خودکار هر بخش از بین رفته یا تخریب شده در حجم دیسک را شناسایی کرده و آنها را تعمیر می‌کند.